# 川上村 (長野縣)
川上村（日语：／ Kawakami mura */?）是長野縣南佐久郡的村之一。位于千曲川最上游。是長野縣唯一的一個與埼玉縣接壤的地方公共團體。